# Acanthogonatus quilocura
Espèce
Acanthogonatus quilocura est une espèce d'araignées mygalomorphes de la famille des Pycnothelidae.

## Distribution
Cette espèce est endémique de la région de Santiago au Chili,.

## Description
Le mâle holotype mesure 19,60 mm et la femelle paratype 29,60 mm.

## Publication originale
- Goloboff, 1995 : A revision of the South American spiders of the family Nemesiidae (Araneae, Mygalomorphae). Part 1: species from Peru, Chile, Argentina, and Uruguay. Bulletin of the American Museum of Natural History, no 224, p. 1-189 (texte intégral).